# Eszna
Eszna (arabul: إسنا, nyugati átírással: Esna) város Egyiptomban, a Nílus völgyében. Lakossága mintegy 70 ezer fő volt 2013-ban. Eszna neve az ókori Egyiptomban Ta Szenet, illetve Junit volt, görög neve: Latopolisz (Λατόπολις). 
A várostól északra két duzzasztógát szeli át hídként a folyót, az egyik vízerőműként is funkcionál. 
Turisztikailag a legfontosabb látnivaló Khnum temploma. A templomot eredetileg felvonulási út kötötte össze a Nílussal. Közvetlenül a mai kikötőtől délre még láthatók az ókori kikötő maradványai Marcus Aurelius kartusaival. Ma a folyó és a templom között fedett turistabazár húzódik. 

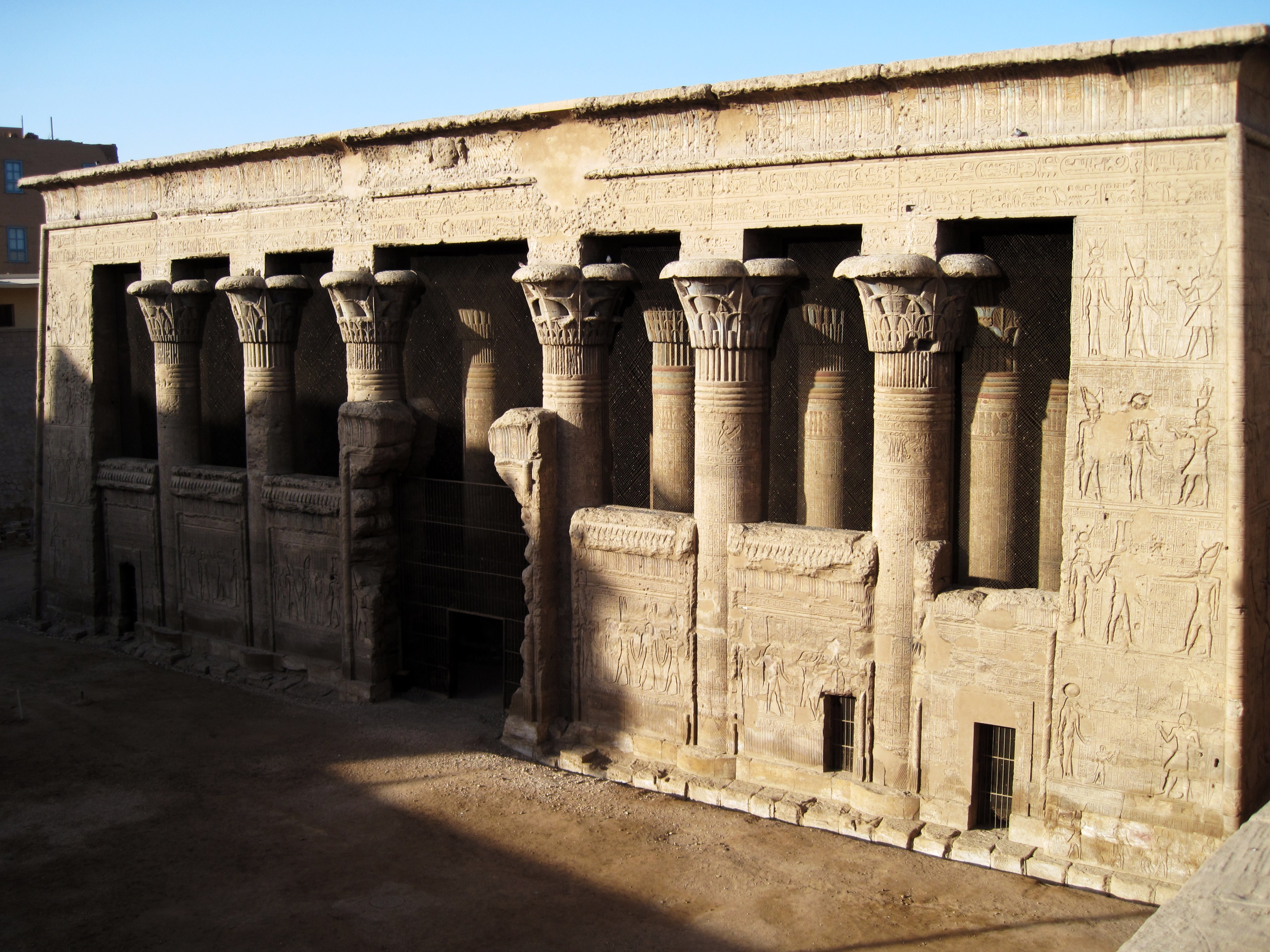
Khnum temploma

| O28 | W24 · N35 | M17 | M17 | X1 · O49 |

Junit neve a hieroglifákon
| O34 · N35 | G1 | X1 · O49 |

Szenet neve

## Fordítás
Ez a szócikk részben vagy egészben  az   Esna című angol Wikipédia-szócikk fordításán alapul.  Az eredeti cikk szerkesztőit annak laptörténete sorolja fel. Ez a jelzés csupán a megfogalmazás eredetét és a szerzői jogokat jelzi, nem szolgál a cikkben szereplő információk forrásmegjelöléseként.